# Virtual Cast
VirtualCast（バーチャルキャスト）は、ドワンゴとインフィニットループが共同開発したソーシャルVRサービス。現在は株式会社バーチャルキャストが開発・運営している。
2018年4月13日の『【第3弾】ニコニコ超会議2018発表会』で発表され、同日にサービスが開始された。niconicoユーザーのみゅみゅが開発していた企画にドワンゴが協力した形となっている（みゅみゅ本人は、株式会社バーチャルキャストのCVO（最高仮想化技術責任者）に就任）。
2019年7月31日（Ver1.7.0b）からSteamでの配布形態に変更、2020年3月から先行実装のβと、安定した運用の正式版の2形態で配布する。商用ライセンス形態は、個人向けのコンシューマー、法人向けのビジネス、バーチャルキャスト社が番組制作をサポートするエンタープライズの3つにわかれている。
また、Steam版とは別にOculus Quest 2版も配布されている。開発に関してはSteam版とは別に行われる。

## 概要
VRChatのような、VR空間でのコミュニケーションツールである。インターネット生配信では、ニコニコ生放送（ソフト連携可）、YoutubeLive（ソフト連携可。2020年5月21日、GoogleAPIの仕様上法人向け2種のみ。360度動画対応）、OPENREC.tv・ツイキャス、Twitch、SHOWROOM（ソフト連携可）、REALITYに対応している。対応サイトの一つであるniconicoにおいては主にユーザー生放送（およびチャンネル生放送）で使われるが、バーチャルYouTuberの出演するニコニコ公式の番組にもしばしば用いられる。
VR空間上で他の配信者の放送に直接訪れる「凸機能」（可否設定可能）や、視聴者側でTwitterやニコニコ生放送・SHOWROOMのコメント・画像を配信空間上に投稿させる形で干渉できる独自の視聴者投稿機能、その他にもVR空間内でのお絵かき機能やカメラなど配信を充実させるための豊富な機能が備わっている。また、VR機器がなくても「ダイレクトビューモード」にすることで、PCモニター上から直接操作することもできる。
2018年4月13日にサービスの提供が開始された後も継続的にバージョンアップを重ねている。
2019年5月末にはWright Flyer Live Entertainmentが提供する配信サービス「REALITY」での配信を可能にする事業提携が結ばれた。同年6月上旬にはSHOWROOMとの事業提携を発表、当ツールを用いて配信が行えるようになったほか、2社合同による公式番組も決定した。
2023年1月25日、コンテンツサポートの拡張ツールキットが提供を開始。また、外部デバイスと相互操作が可能なOSC（OpenSound Control）機能にも対応する。

### Vギフト
視聴者からのギフティング機能（いわゆる投げ銭、厳密には報酬制）。バーチャル空間内に接触可能なアイテムを投入することができる。
2018年8月よりニコニコ生放送ではniconicoが行っている「クリエイター奨励プログラム」の一つとして、視聴者の「Vギフト」購入の総数に応じて配信者に報酬が支払われる。実装時は実験放送での配信のみ可能となっており、その後本実装された。スマートフォンアプリではニコニコ生放送用アプリ（元nicocasアプリ）のみ対応。
2019年11月28日以降は、SHOWROOMのギフティングにも対応した。YouTubeのスーパーチャットの場合は、メッセージが記載されたカード状のアイテムで送られる。

### VR空間タイプ
2020年11月12日のアップデートのβ版および以後の安定版にて、用途に合わせて2つのVR空間が使用可能となっている。
実装前までにあった全体交流用の「スタジオ」、アップデート後に追加されたユーザー個人が詳細に制作可能な「ルーム」が存在する。これらは、スタジオおよびルーム利用中でも、メニューで任意にタイプを切り替えることができる。

#### スタジオ
バーチャルキャストサービス開始から利用されている形態。公式上ではライブ配信と、単一な空間からプレゼンテーションに特化と説明されている。
自身で配信および来場者の入室設定などを管理するためのマイスタジオや、利用者が不在でも設置されている全公開型の公開スタジオが存在する。メニューから他の配信中のスタジオへアクセスすることも可能。

#### ルーム・マイルーム
アップデートで追加されたVR空間で、各ユーザーごとに設置されたルームへアクセスする形となる。接触や衝突判定のコライダーに対応している。
公式の説明ではコミュニケーションやクリエイティブに特化としており、既存サービスを挙げればVRChat等の様な感覚で利用可能となっている。ユーザーごとにマイルームと呼ばれるユーザーが創作し、ユーザーを呼び込む（および公開設定やホワイトリストの設定など）ためのルームのストックが複数用意されている。
ストリームカメラを配置することで、デスクトップ上の描画を利用者の主観視点で表示するVRビューと、ストリームカメラ経由で表示するライブ放送システムで切り替えることができる。
ルームでは、自身および遊びに来たユーザーが設置したVCIは、部屋自体を切り替えてのそのまま残るようになっている。

## THE SEED ONLINE
VR空間サービスに、演出や手持ちができるアイテムを投入することができるデータ登録型サービス。略称はTSO。バーチャルキャスト以外のサービスでも連携することで、登録したデータを利用することができる。対応するデータは、VRM（キャラクター）とVCI（バーチャルキャスト インタラクティブ。背景やデータなど）。
ユーザーがバーチャル空間の環境を構築できる「THE SEED ONLINE」（ソードアート・オンラインの作中用語に由来）の構想も発表され、2019年2月23日にα版が公開された。これによりVR空間内で使用できるアイテムや、ゲーム機能、その他特殊演出の開発と公開が可能になる。これらはバーチャルキャストのほか、カスタムキャストやSHOWROOM Vへも対応する。2020年3月下旬には取り込めるアイテムの上限解放や、販売のシステムを実装したβ版が公開。2020年夏に本稼働の完成版が公開された。
2021年3月末には、TSO経由でAR表示を可能にしたバーチャルキャスト社製のアプリがリリースされた。2023年3月2日を以て、VirtualCastと統合した。

## その他
ドワンゴにおいてはインフィニットループと配信をニコニコ生放送で行うVirtualCastのシステムを経営しているが、2018年7月-12月の第一期最終赤字が1億5650万円に至った。また、2019年4月22日に新事業「TUNEDiD」に切り替えて赤字補填のため、同年4月15日にVTuber事業子会社「リド」および「葉邑ゆう」運営のワタナベアマダクションは解散されている。
2019年10月1日付けで、下記内容を含む製品開発・運用の拡充のため第三者割当増資等による約10億円の資金調達を行った。
その他、教育機関、リモートワークでの交流手段など、多方面での活用を提示している。ドワンゴ学園が運営しているN高等学校、S高等学校でも運用を予定する。
AR(拡張現実)部門では、映像配信を通じて、現実のライブ会場と違和感なくリアルタイム合成するARライブシステム「polaris」が提供されている。
2023年10月1日、緊急株主総会で決議された企業運営の新体制が発表。インフィニットループとの資本関係を解消しドワンゴの子会社に移行、本社を東京に移転するほか、社長を務めた松井健太郎とチームバーチャルオフィサーに就任していたみゅみゅが退任。新社長として、LOGIC&MAGIC代表の太田豊紀が就任し、ビジネス（BtoB）関係で黒字化の目処が立ったのを機に、エンジニア活動での受動的PRからより多方面に利用者を積極的に増やす能動的PRにシフトすることを明らかにした。